# Solange Varenne
Solange Varenne, nom de scène de Solange Charlotte Madeleine Varenne-Caillard, est une actrice française née à Thorigny-sur-Marne le 21 mai 1914 et morte à Chamonix le 6 décembre 1985.

## Filmographie
- 1938 : Le Temps des cerises de Jean-Paul Le Chanois
- 1938 : La Goualeuse, de Fernand Rivers : Églantine
- 1941 : Ce n'est pas moi de Jacques de Baroncelli
- 1941 : Notre-Dame de la Mouise de Robert Péguy : la Sauterelle
- 1942 : Les affaires sont les affaires de Jean Dréville : la standardiste
- 1943 : La Grande Marnière de Jean de Marguenat : Madeleine
- 1943 : Coup de feu dans la nuit de Robert Péguy : Marton
- 1943 : Donne-moi tes yeux de Sacha Guitry : le modèle
- 1943 : La Malibran de Sacha Guitry
- 1949 : Toâ de Sacha Guitry
- 1950 : Le Trésor de Cantenac de Sacha Guitry : Sidonie
- 1950 : Tire au flanc de Fernand Rivers : une invitée
- 1951 : Sérénade au bourreau de Jean Stelli : Mélie
- 1951 : Monsieur Fabre de Henri Diamant-Berger
- 1951 : Mammy de Jean Stelli : Marie
- 1952 : Je l'ai été trois fois de Sacha Guitry : Juliette Verdier